# Potrebušnična votlina
Potrebušnična ali peritonealna votlina je ozek prostor med stensko (parietalno) in drobovno (visceralno) potrebušnico z nekaj tekočine. Tekom razvoja zarodka se razvije iz intraembrionalnega celoma, skupne telesne votline, ki jo omejujeta intraembrionalna somatoplevra in splanhnoplevra ter se kasneje predeli v perikardialno votlino, potrebušnično votlino in trebušno votlino.
Gre za največji serozni sakus in največjo s serozno tekočino zapolnjeno telesno votlino. Dnevno nastane v potrebušnični votlini okoli 50 ml serozne tekočine, ki služi kot mazivo ter izkazuje protivnetne lastnosti.

## Klinični pomen
- Povišanje kapilarnega tlaka v trebušnih organih lahko povzroči prehajanje zunajcelične tekočine v intersticijski prostor in nabiranje v potrebušnični votlini, kar povzroči trebušno vodenico (ascites).
- Če pride do nabiranja možgansko-hrbtenjačne tekočine v možganskih ventriklih (na primer pri hidrocefalosu), se običajno opravi kirurški ventrikuloplevralni spoj, s čimer se možgansko-hrbtenjačna tekočina drenira v potrebušnično votlino.[6]
- V potrebušnični votlini se izvaja peritonealna dializa.